# Цветковка (Амурская область)
Цветковка — упразднённое село в Завитинском районе Амурской области. Исключено из учётных данных в 1980 году.

## География
Село располагалось на правом берегу ручья Цветковский (приток реки Райчиха), на расстоянии примерно 4,5 километра (по прямой) к северо-востоку от села Антоновка.

## История
По данным 1926 года в Цветковке имелось 68 хозяйства (62 крестьянского типа и 6 прочих) и проживало 324 человека (163 мужчины и 161 женщина). В административном отношении входила в состав Антоновского сельсовета Завитинского района Амурского округа Дальневосточного края.
Решением Амурского исполкома от 27 мая 1980 года № 255, село Цветковка исключено из учётных данных как несуществующее.